# Melaleuca nervosa
Melaleuca nervosa är en myrtenväxtart som först beskrevs av John Lindley, och fick sitt nu gällande namn av Edwin Cheel. Melaleuca nervosa ingår i släktet Melaleuca och familjen myrtenväxter.

## Underarter
Arten delas in i följande underarter:
- M. n. crosslandiana
- M. n. nervosa